# Opopaea foveolata
Opopaea foveolata är en spindelart som beskrevs av Roewer 1963. Opopaea foveolata ingår i släktet Opopaea och familjen dansspindlar. Inga underarter finns listade i Catalogue of Life.